# Bitwa pod Siedmioma Dębami

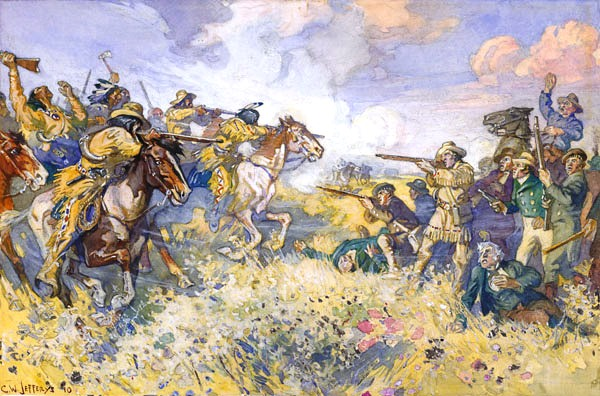
Bitwa pod Siedmioma Dębami
(obraz Charles William Jefferys)

Bitwa pod Siedmioma Dębami – kulminacyjny moment sporu pomiędzy Kompanią Zatoki Hudsona a Kompanią Północno-Zachodnią z udziałem  Metysów.
Konflikt rozpoczął się od po słabych zbiorach w latach 1813 i 1814. Mimo wzmożonej produkcji Metysi nie zdołali zapewnić pełnych dostaw suszonego mięsa (tzw. pemikanu) dla wszystkich zainteresowanych stron, tym bardziej, że pojawił się nowy odbiorca produktu, tzw. Osiedle Selkirka. Powstało ono około 1811, założone przez Lorda Selkirka i było zamieszkane przez kilkuset anglosaskich osiedleńców. Skupiało się wokół świeżo zbudowanego Fortu Douglas. Wobec nadchodzącego widma głodu gubernator terytorium zamieszkanego przez Assiniboinów, regionu na granicy dzisiejszej Manitoby i Saskatchewan, ogłosił embargo na sprzedaż suszonego mięsa dla Kompanii Północno-Zachodniej. 
Był to dotkliwy cios dla społeczeństwa Metysów, gdyż ceny pemikanu na wolnym rynku znacznie wzrosły, a te proponowane przez gubernatora nie były aż tak korzystne. Naturalną konsekwencją takiego stanu rzeczy było rozpoczęcie przemytu. Głównie chodziło o dostawy dla Kompanii Północno-Zachodniej. W  czerwcu 1814 grupa Metysów po wodzą swego kapitana Cuthberta Granta skonfiskowała duży transport żywności skierowany dla Kompanii Zatoki Hudsona i usiłowała odeskortować go dla odbiorców z Kompanii Północno-Zachodniej. 15 czerwca oddziały gubernatora Semple'a zaatakowały w wąwozie Siedmiu Dębów grupę Metysów eskortującą żywność dla swych odbiorców.
W wyniku starcia zbrojnego dwudziestu jeden z dwudziestu ośmiu ludzi gubernatora, łącznie z nim samym, zginęło. Po drugiej stronie zginął jeden z sześćdziesięciu pięciu Metysów, a jeden został ranny.